# Nothocestrum latifolium
Nothocestrum latifolium är en potatisväxtart som beskrevs av Asa Gray. Nothocestrum latifolium ingår i släktet Nothocestrum och familjen potatisväxter. IUCN kategoriserar arten globalt som starkt hotad. Inga underarter finns listade i Catalogue of Life.

## Bildgalleri

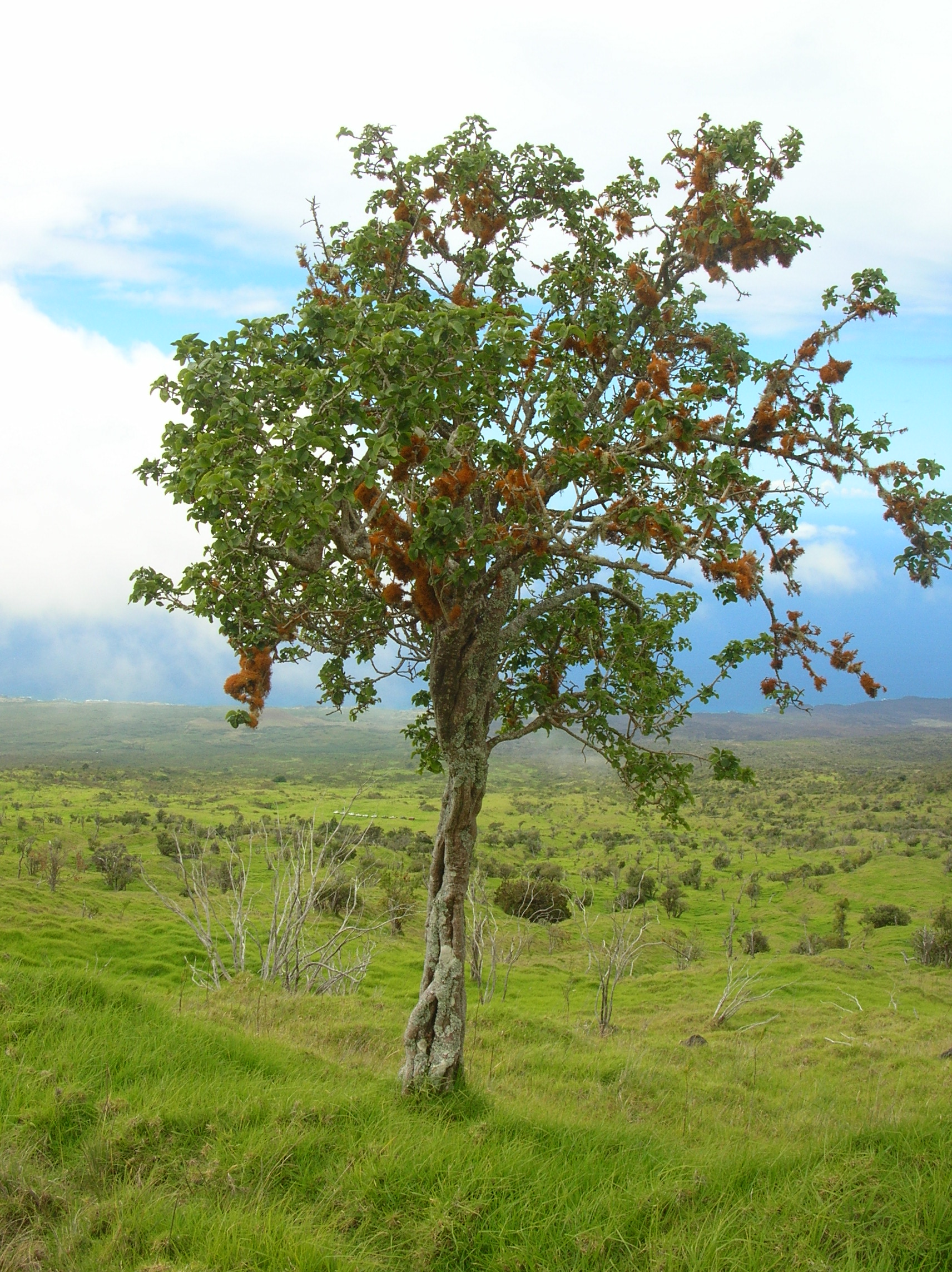
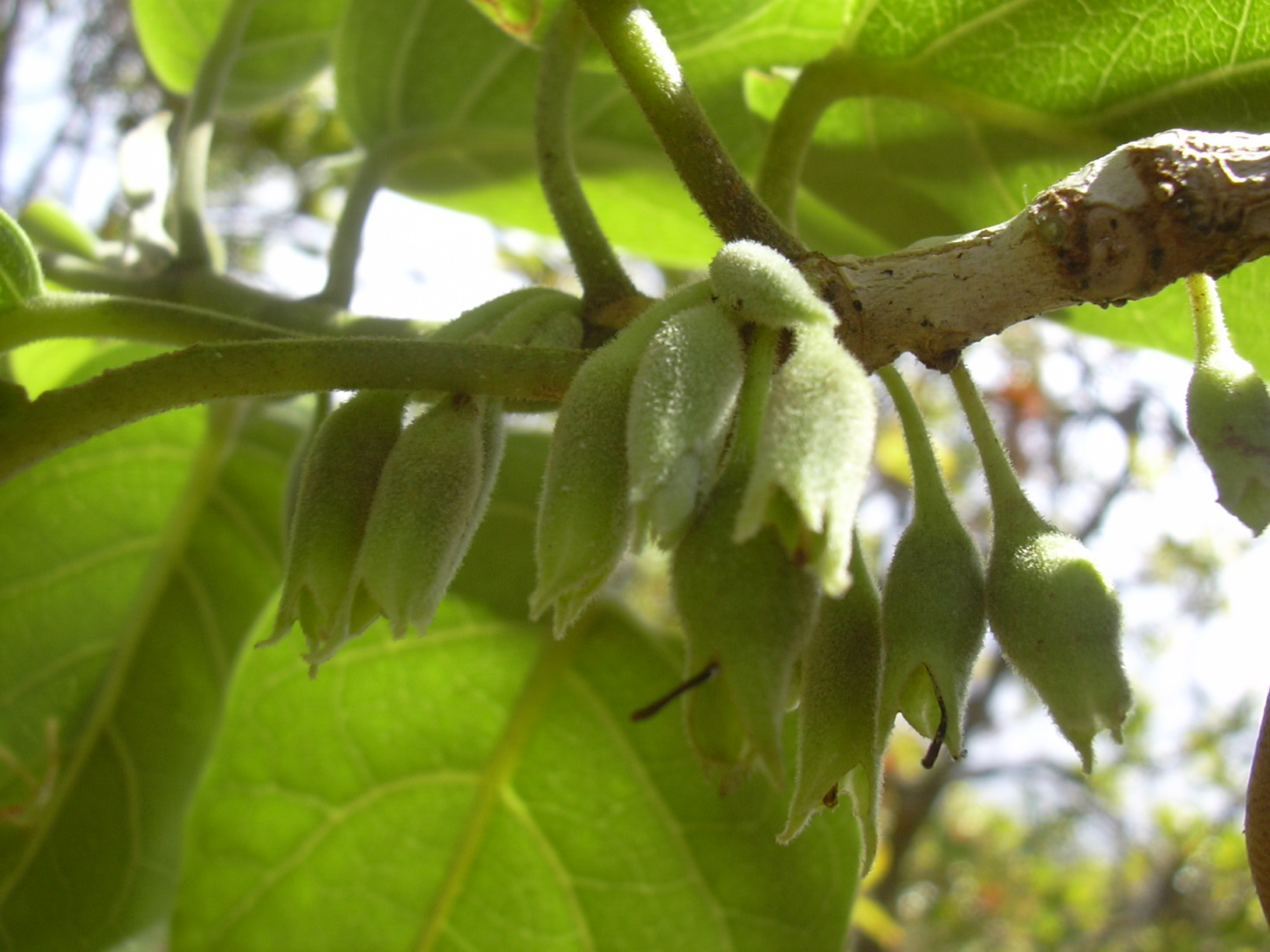
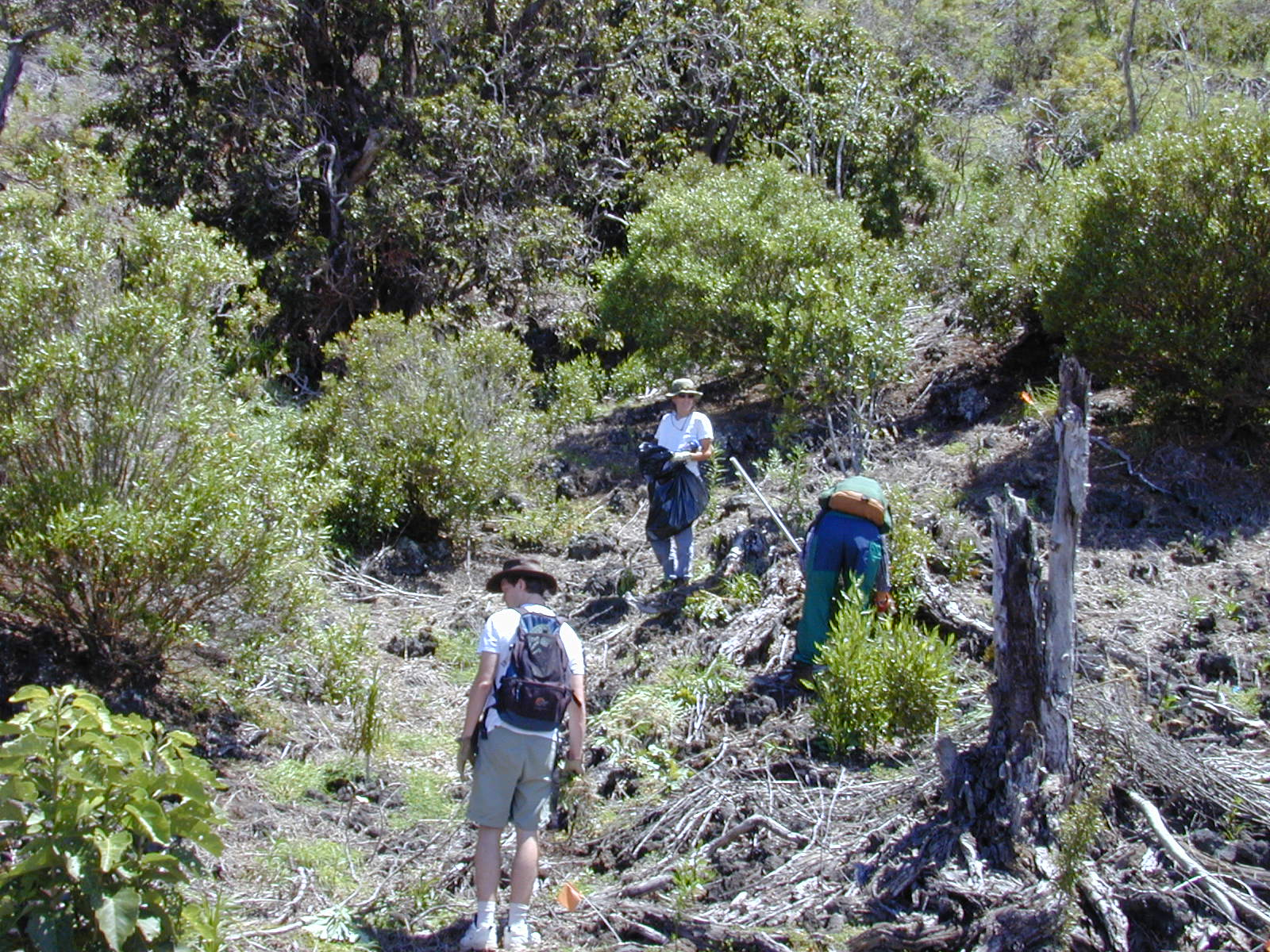
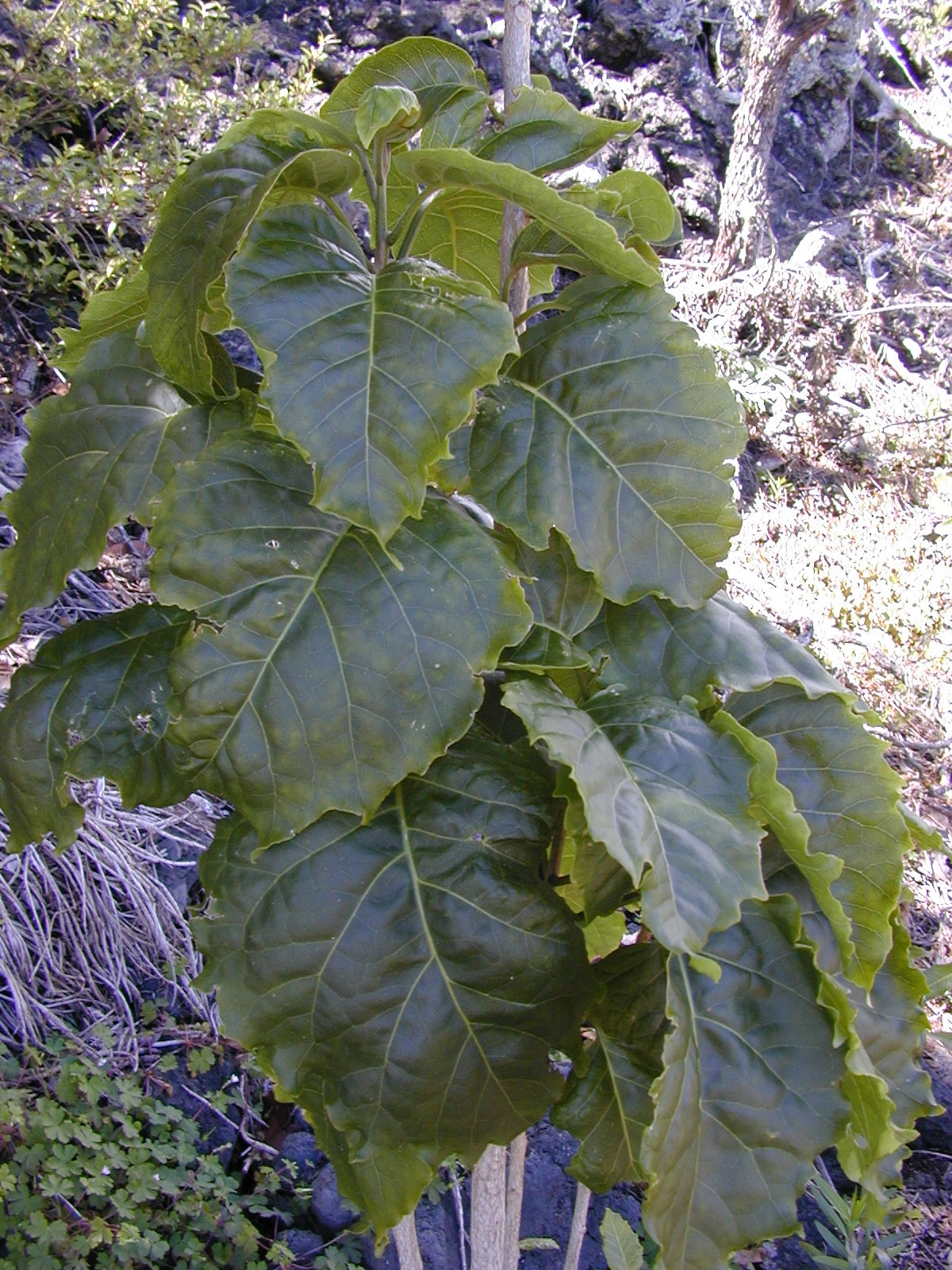
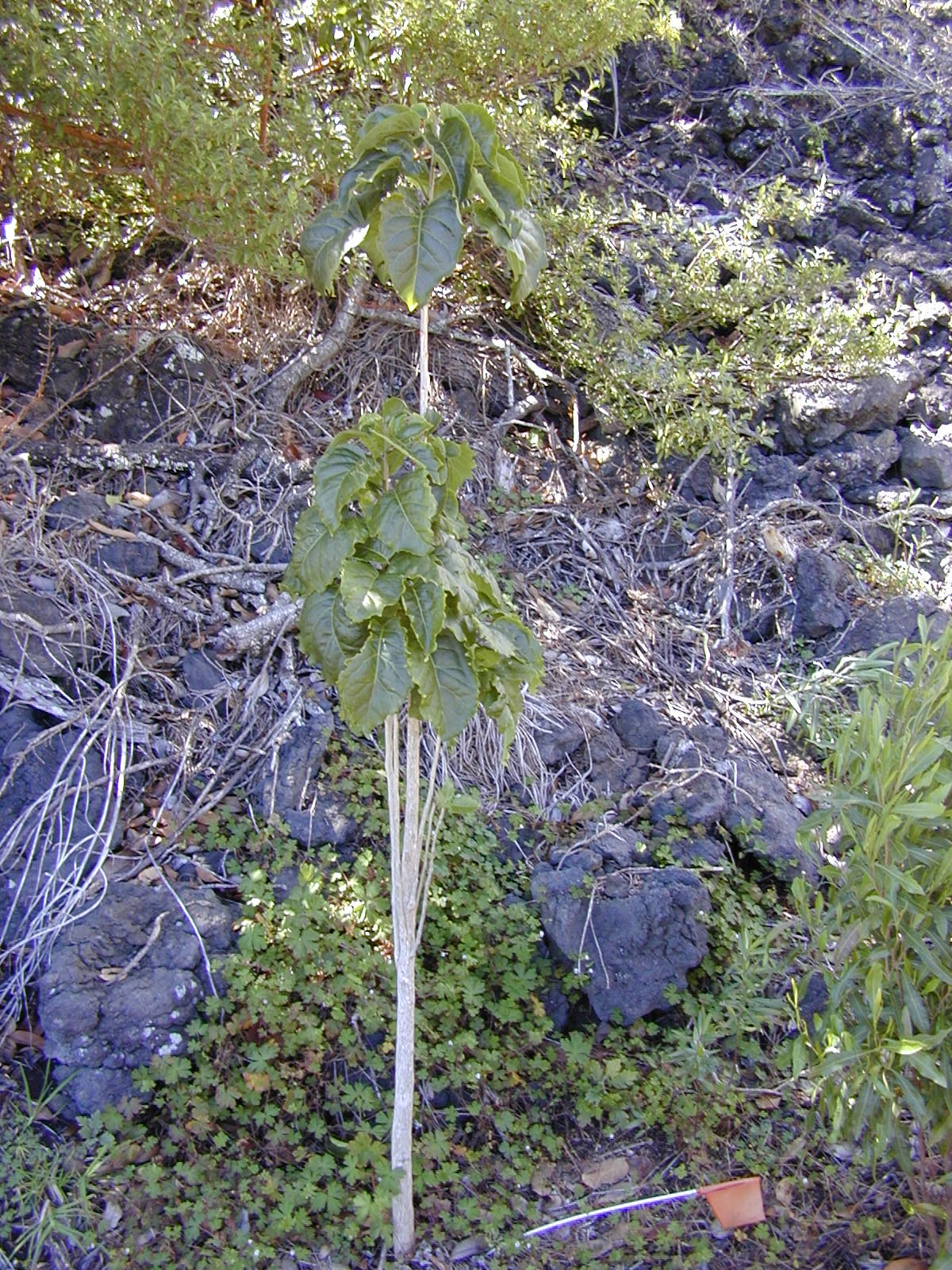
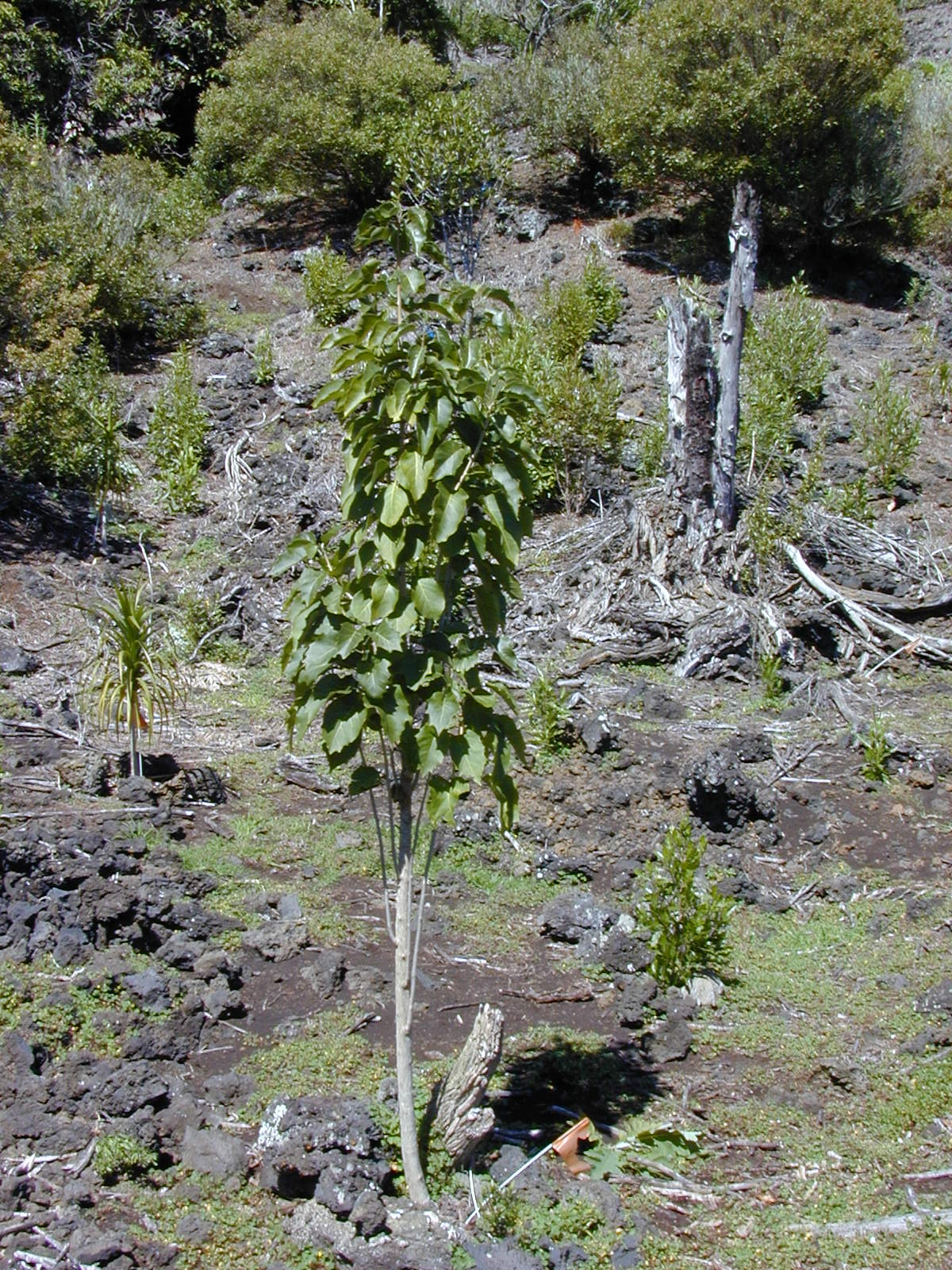